# 광운인공지능고등학교 축구부
광운인공지능고등학교 축구부(Kwangwoon Artifical Inetelligence High School Football Club)는 대한민국 서울특별시에 있는 축구단이다. 광운인공지능고등학교가 운영하는 U-18 축구 선수단이며, 1975년에 창단되었다.

## 시즌별 성적
| 시즌 | 대회                         | 무 | 패 | 득 | 실 | 차 | 승점 | 순위 |
| ---- | ---------------------------- | -- | -- | -- | -- | -- | ---- | ---- |
| 2024 | 제46회 문화체육관광부 장관배 |    |    |    |    |    |      | 3위  |

## 참고 문헌
- “KFA 통합경기정보 시스템”. 대한축구협회.

## 같이 보기
- 광운인공지능고등학교